# J.League Cup 2014
Der J.League Cup 2014, offiziell aufgrund eines Sponsorenvertrages mit dem Gebäckhersteller Yamazaki Nabisco nach einer Marke desselben 2014 J.League Yamazaki Nabisco Cup genannt, war die 22. Ausgabe des J.League Cup, des höchsten Fußball-Ligapokal-Wettbewerbs in Japan.

## Spieler
| Verein              | Spieler |
| ------------------- | --- |
| Vegalta Sendai      | Shigeru Sakurai (2/0), Jirō Kamata (6/1), Kōdai Watanabe (4/0), Naoki Ishikawa (2/0), Makoto Kakuda (4/0), McGlinchey (3/0), Takayuki Nakahara (1/0), Ryang Yong-gi (5/0), Yoshiaki Ōta (5/0), Hayato Sasaki (4/0), Norio Suzuki (4/0), Daniel Schmidt (1/0), Shingo Tomita (6/0), Wilson (3/0), Yūki Mutō (6/1), Kōhei Hattanda (4/0), Kentarō Seki (1/0), Vukovic (2/0), Hiroshi Futami (5/0), Shingo Akamine (5/1), Naoki Sugai (2/0), Keita Fujimura (1/1), Takuya Takei (4/0), Hiroki Yamamoto (2/0), Taikai Uemoto (1/0), Hironori Ishikawa (1/0)                                                                |
| Kashima Antlers     | Akihiro Satō (1/0), Kazuya Yamamura (1/0), Takeshi Aoki (2/0), Kōji Nakata (1/0), Jair (1/0), Luis Alberto (3/1), Masashi Motoyama (2/1), Davi (5/2), Atsutaka Nakamura (1/0), Gen Shōji (6/0), Shūto Yamamoto (5/0), Takanori Maeno (1/0), Shūhei Akasaki (3/2), Yūta Toyokawa (3/0), Gaku Shibasaki (6/0), Hitoshi Sogahata (5/0), Daigo Nishi (2/0), Naomichi Ueda (3/0), Yukitoshi Itō (4/0), Yasushi Endō (5/1), Takahide Umebachi (4/1), Shōma Doi (6/1), Caio (6/0), Takuya Nozawa (4/1), Mitsuo Ogasawara (4/0)                                                                                                |
| Urawa Reds          | Keisuke Tsuboi (1/0), Tomoya Ugajin (4/0), Daisuke Nasu (4/1), Tomoaki Makino (7/2), Naoki Yamada (2/0), Tsukasa Umesaki (6/2), Yōsuke Kashiwagi (8/1), Genki Haraguchi (3/0), Marcio Richardes (1/0), Kunimitsu Sekiguchi (6/1), Mizuki Hamada (3/1), Keita Suzuki (5/0), Tadaaki Hirakawa (4/0), Takuya Aoki (6/1), Mitsuru Nagata (5/0), Nobuhiro Katō (6/0), Toyofumi Sakano (1/1), Tadanari Lee (8/3), Shūsaku Nishikawa (2/0), Yūki Abe (7/1), Takahiro Sekine (6/0), Shin’ya Yajima (5/1), Shinzō Kōroki (5/0), Ryōta Moriwaki (7/0)                                                                            |
| Omiya Ardija        | Takashi Kitano (1/0), Kōsuke Kikuchi (5/1), Kōji Hashimoto (6/2), Cho Young-cheol (4/0), Daigō Watanabe (5/0), Zlatan (1/0), Hokuto Nakamura (2/0), Keisuke Ōyama (1/0), Shōhei Takahashi (6/0), Tomonobu Yokoyama (4/0), Radoncic (3/0), Kōji Ezumi (3/0), Takuya Wada (3/0), Shin Kanazawa (2/0), Yūkō Takase (1/0), Kazuhiro Murakami (1/0), Tomoki Imai (6/0), Takamitsu Tomiyama (5/0), Daisuke Watabe (3/0), Keiki Shimizu (2/0), Yū Hasegawa (6/0), Yōsuke Kataoka (3/0), Chikashi Masuda (2/0), Jin Izumisawa (4/0), Akihiro Ienaga (5/0)                                                                      |
| Kashiwa Reysol      | Kazushige Kirihata (2/0), Masato Fujita (3/0), Naoya Kondō (7/0), Daisuke Suzuki (8/0), Tatsuya Masushima (3/0), Hidekazu Ōtani (10/0), Han Kook-young (2/0), Masato Kudō (10/4), Leandro Domingues (1/0), Leandro (10/6), Kaoru Takayama (10/0), Kenta Kanō (2/0), Hiroki Akino (1/0), Jun’ya Tanaka (6/3), Dudu (2/0), Akimi Barada (8/1), Takanori Sugeno (8/0), Wataru Hashimoto (9/1), Hirofumi Watanabe (8/2), Eduardo (3/1), Yūsuke Kobayashi (2/0), Tetsurō Ōta (6/0), Ryōichi Kurisawa (5/0), Naoki Wako (3/0), Kōki Ōshima (1/0)                                                                             |
| FC Tokyo            | Hitoshi Shiota (6/0), Yūhei Tokunaga (3/1), Masato Morishige (3/0), Hideto Takahashi (5/0), Ken’ichi Kaga (2/0), Kōsuke Ōta (5/1), Takuji Yonemoto (6/0), Hirotaka Mita (2/1), Kazuma Watanabe (4/0), Edu (5/4), Sōta Hirayama (6/1), Yoshinori Mutō (5/1), Hiroki Kawano (6/1), Naohiro Ishikawa (2/0), Naotake Hanyū (4/0), Kwak Hee-ju (2/0), Shūto Kōno (1/0), Kazunori Yoshimoto (5/0), Kenta Mukuhara (1/0), Hideyuki Nozawa (1/0), Keigo Higashi (5/0), Riku Matsuda (5/0) |
| Kawasaki Frontale   | Rikihiro Sugiyama (3/0), Yūki Sanetō (3/0), Yūsuke Tanaka (4/1), Yūsuke Igawa (1/0), Jeci (2/1), Masaki Yamamoto (4/0), Takanobu Komiyama (3/0), Yasuhito Morishima (2/0), Renato (4/2), Yū Kobayashi (2/0), Yoshito Ōkubo (4/2), Kengo Nakamura (2/0), Shōgo Taniguchi (4/0), Ryōta Ōshima (4/1), Jun Kanakubo (3/0), Kentarō Moriya (4/2), Jun’ichi Inamoto (1/0), Yōhei Nishibe (1/0), Kyōhei Noborizato (3/0) |
| Yokohama F. Marinos | Tetsuya Enomoto (2/0), Yūzō Kurihara (1/0), Shōhei Ogura (2/0), Shingō Hyōdō (1/0), Kōsuke Nakamachi (1/1), Takurō Yajima (1/0), Shunsuke Nakamura (1/0), Manabu Saitō (1/0), Yūzō Kobayashi (2/0), Fabio (2/0), Shō Itō (2/0), Yoshihito Fujita (1/0), Yūji Nakazawa (2/1), Takumi Shimohira (2/0), Yūta Narawa (2/0), Jungo Fujimoto (2/0), Yūta Mikado (1/0), Seitarō Tomisawa (1/0), Takuya Kida (1/0) |
| Ventforet Kofu      | Kōta Ogi (4/0), Kensuke Fukuda (6/1), Hideomi Yamamoto (4/0), Marquinhos Parana (4/0), Shō Sasaki (6/0), Katsuya Ishihara (4/0), Ryōhei Arai (4/0), Cristiano (5/6), Gilsinho (1/0), Irfan (1/0), Akito Kawamoto (4/1), Masaru Matsuhashi (4/0), Takuma Tsuda (1/0), Hokuto Shimoda (4/0), Kōhei Morita (4/0), Masahiro Kaneko (2/0), Hiroki Oka (2/0), Shō Inagaki (5/0), Daiki Matsumoto (3/0), Naoaki Aoyama (5/0), Shōhei Abe (4/0), Yūki Hashizume (2/0), Kōki Mizuno (3/2), Kazunari Hosaka (2/0) |
| Albirex Niigata     | Kazunari Ōno (6/0), Kentarō Ōi (4/0), Michael James (6/0), Yūki Kobayashi (3/0), Leo Silva (6/0), Tatsuya Tanaka (4/1), Atomu Tanaka (4/1), Roger Gaucho (1/0), Masaru Katō (4/0), Kazuki Kozuka (1/0), Hideya Okamoto (5/0), Song Ju-hun (3/0), Shō Naruoka (3/0), Kim Jin-su (2/1), Kengo Kawamata (5/0), Tatsuya Morita (6/0), Naoki Kawaguchi (2/0), Kei Koizumi (6/1), Ken Matsubara (5/0), Musashi Suzuki (6/3), Shūsuke Tsubouchi (2/0) |
| Shimizu S-Pulse     | Masatoshi Kushibiki (5/0), Lee Ki-je (1/0), Yasuhiro Hiraoka (6/0), Calvin Jong-a-Pin (6/0), Taisuke Muramatsu (1/0), Kōta Sugiyama (4/0), Takuya Honda (1/0), Hideki Ishige (2/0), Shun Nagasawa (2/2), Genki Ōmae (6/2), Toshiyuki Takagi (4/1), Mitsunari Musaka (6/0), Yōsuke Kawai (5/0), Novakovic (5/4), Jakovic (5/0), Ryō Takeuchi (6/0), Takashi Aizawa (1/0), Kazuya Murata (3/0), Yoshiaki Takagi (3/0), Jumpei Takaki (1/0), Tomonobu Hiroi (2/0), Yutaka Yoshida (6/0), Shōta Kaneko (2/0) |
| Nagoya Grampus      | Seigō Narazaki (6/0), Shun Ōbu (1/0), Yūsuke Muta (5/0), Marcus Tulio Tanaka (4/3), Regis (1/0), Ryōsuke Tone (1/0), Naoshi Nakamura (2/0), Danilson (4/0), Yoshizumi Ogawa (4/2), Keiji Tamada (4/1), Ryōta Tanabe (4/0), Yūki Honda (5/0), Riki Matsuda (6/1), Kensuke Nagai (6/1), Kishō Yano (6/1), Asahi Yada (6/1), Tomoya Koyamatsu (2/0), Ryōta Aoki (1/0), Nikki Havenaar (1/0), Reo Mochizuki (2/0), Yūto Mori (1/0), Kōki Sugimori (1/0), Taishi Taguchi (6/0), Kazuki Satō (2/0), Takuma Edamura (3/0) |
| Gamba Osaka         | Masaaki Higashiguchi (10/0), Evson (1/0), Takaharu Nishino (8/1), Hiroki Fujiharu (4/0), Daiki Niwa (5/0), Kim Jung-ya (4/0), Yasuhito Endō (6/0), Keisuke Iwashita (8/0), Lins (7/1), Takahiro Futagawa (6/0), Shū Kurata (11/2), Hiroyuki Abe (9/3), Kōki Yonekura (9/2), Yasuyuki Konno (7/0), Kōhei Kawata (1/0), Tomokazu Myōjin (5/0), Kōtarō Ōmori (8/2), Akihiro Satō (8/1), Oh Jae-suk (10/0), Yūto Uchida (1/0), Naoki Ogawa (3/1), Ken’ya Okazaki (3/0), Yōsuke Ideguchi (2/0), Tatsuya Uchida (5/0), Patric (5/3), Akito Takagi (1/0), Takashi Usami (7/5)                                                 |
| Cerezo Osaka        | Hiroyuki Takeda (2/0), Ariajasuru Hasegawa (2/2), Tōru Araiba (1/0), Ryō Nagai (2/0), Forlan (1/0), Jumpei Kusukami (2/0), Takumi Minamino (2/2), Yūsuke Maruhashi (2/0), Takamitsu Yoshino (2/0), Kai Hirano (2/0), Yūki Kotani (2/0), Ken’yū Sugimoto (2/0), Tatsuya Yamashita (2/0), Kim Sung-joon (2/0), Cacau (2/0) |
| Vissel Kobe         | Shunki Takahashi (5/0), Takahito Sōma (4/0), Kunie Kitamoto (2/0), Hiroyuki Kōmoto (5/0), Simplicio (4/0), Pedro Junior (5/1), Hideo Tanaka (1/0), Daisuke Ishizu (2/0), Ryōta Morioka (6/2), Yūzō Tashiro (7/0), Keijirō Ogawa (5/0), Takahiro Masukawa (4/0), Tsubasa Ōya (5/1), Jung Woo-young (8/1), Ryō Matsumura (7/1), Marquinhos (5/2), Takuya Iwanami (6/1), Kyōhei Sugiura (6/1), Hiroto Mogi (4/0), Kaito Yamamoto (8/0), Ryō Okui (3/0), Issei Takayanagi (1/0), Hideo Hashimoto (8/1), Kenta Tokushige (1/0)                                                                                              |
| Sanfrecce Hiroshima | Takuto Hayashi (5/0), Hwang Seok-ho (3/0), Hiroki Mizumoto (1/0), Kazuhiko Chiba (5/0), Toshihiro Aoyama (5/0), Kōji Morisaki (4/0), Kazuyuki Morisaki (2/0), Naoki Ishihara (3/1), Yōjirō Takahagi (5/0), Hisato Satō (5/5), Mikic (2/0), Satoru Yamagishi (4/0), Yoshifumi Kashiwa (5/0), Yūsuke Minagawa (3/0), Gakuto Notsuda (2/1), Yūsuke Chajima (1/0), Kōhei Shimizu (4/0), Takuma Asano (2/0), Kōsei Shibasaki (4/0), Tsukasa Shiotani (3/0), Kazuya Miyahara (2/0) |
| Tokushima Vortis    | Ken’ya Matsui (1/0), Yōhei Fukumoto (3/0), Alex (3/0), Kōtarō Fujiwara (5/0), Ryō Kubota (3/1), Shūto Kojima (3/0), Jun Aoyama (4/0), Douglas (2/2), Kleiton Domingues (1/0), Tomohiro Tsuda (3/0), Hiroyuki Takasaki (3/0), Takeshi Hamada (3/1), Tomoyasu Hirose (3/0), Daisuke Saitō (5/0), Yū Etō (4/0), Kōhei Miyazaki (5/0), Kim Jong-min (5/1), Jun’ya Ōsaki (3/2), Gorō Kawanami (4/0), Yoshiaki Kinoshita (3/0), Daiki Kogure (4/1), Masahiro Nasukawa (4/0), Ikki Sasaki (1/0), Yūya Hashiuchi (1/0), Shō Hanai (3/0), Lee Yon-jick (3/0), Son Se-hwan (1/0), Tōru Hasegawa (1/0)                            |
| Sagan Tosu          | Taku Akahoshi (1/0), Kim Min-hyeok (1/0), Keita Isozaki (3/0), Teruaki Kobayashi (1/0), Tatsuya Sakai (3/0), Tomotaka Okamoto (4/0), Kōta Mizunuma (3/1), Ryūji Bando (4/2), Kim Min-woo (3/0), Yōhei Toyoda (3/1), Michihiro Yasuda (3/1), Naoyuki Fujita (4/0), Ryūhei Niwa (3/0), Choi Sung-keun (4/0), Kōki Kiyotake (3/1), Yeo Sung-hae (3/0), Kei Ikeda (3/1), Shōhei Kishida (2/0), Minoru Suganuma (2/0), Ryōta Hayasaka (5/1), Shūto Hira (2/0), Yoshiki Takahashi (4/0), Hiroyuki Taniguchi (4/1), Akito Fukuta (2/0), Ryōgo Yamasaki (2/0), Akihiro Hayashi (5/0), Takashi Kanai (4/0), Naoya Kikuchi (3/0) |

## Ergebnisse

### Gruppenphase

#### Gruppe A
| Pl. | Verein          | Sp. | S | U | N | Tore    | Diff. | Punkte |
| --- | --------------- | --- | - | - | - | ------- | ----- | ------ |
| 1.  | Gamba Osaka     | 6   | 4 | 0 | 2 | 009:400 | +5    | 12     |
| 2.  | Vissel Kobe     | 6   | 4 | 0 | 2 | 010:900 | +1    | 12     |
| 3.  | Sagan Tosu      | 6   | 3 | 0 | 3 | 009:800 | +1    | 09     |
| 4.  | Kashima Antlers | 6   | 3 | 0 | 3 | 010:100 | ±0    | 09     |
| 5.  | Shimizu S-Pulse | 6   | 3 | 0 | 3 | 009:900 | ±0    | 09     |
| 6.  | FC Tokyo        | 6   | 2 | 1 | 3 | 010:100 | ±0    | 07     |
| 7.  | Vegalta Sendai  | 6   | 1 | 1 | 4 | 004:110 | −7    | 04     |

#### Gruppe B
| Pl. | Verein           | Sp. | S | U | N | Tore    | Diff. | Punkte |
| --- | ---------------- | --- | - | - | - | ------- | ----- | ------ |
| 1.  | Urawa Reds       | 6   | 5 | 0 | 1 | 015:900 | +6    | 15     |
| 2.  | Kashiwa Reysol   | 6   | 3 | 2 | 1 | 011:500 | +6    | 11     |
| 3.  | Ventforet Kofu   | 6   | 3 | 1 | 2 | 010:500 | +5    | 10     |
| 4.  | Nagoya Grampus   | 6   | 3 | 1 | 2 | 010:100 | ±0    | 10     |
| 5.  | Albirex Niigata  | 6   | 2 | 2 | 2 | 007:800 | −1    | 08     |
| 6.  | Omiya Ardija     | 6   | 0 | 3 | 3 | 003:900 | −6    | 03     |
| 7.  | Tokushima Vortis | 6   | 0 | 1 | 5 | 008:180 | −10   | 01     |

### Finalrunde

#### Viertelfinale
|                   | Gesamt |                     | Hinspiel | Rückspiel |
| ----------------- | ------ | ------------------- | -------- | --------- |
| Urawa Reds        | 2:2    | Sanfrecce Hiroshima | 0:0      | 2:2       |
| Kashiwa Reysol    | 5:2    | Yokohama F. Marinos | 2:1      | 3:1       |
| Kawasaki Frontale | 5:4    | Cerezo Osaka        | 3:1      | 2:3       |
| Gamba Osaka       | 4:1    | Vissel Kobe         | 1:1      | 3:0       |

#### Halbfinale
|                     | Gesamt |                | Hinspiel | Rückspiel |
| ------------------- | ------ | -------------- | -------- | --------- |
| Sanfrecce Hiroshima | 3:2    | Kashiwa Reysol | 2:0      | 1:2       |
| Kawasaki Frontale   | 4:5    | Gamba Osaka    | 1:3      | 3:2       |

#### Finale
|                     | Ergebnis |             |
| ------------------- | -------- | ----------- |
| Sanfrecce Hiroshima | 2:3      | Gamba Osaka |